# Налётчики во времени
«Налётчики во времени» (кит. 盗墓笔记, пиньинь: Dàomù Bǐjì, англ. Time Raiders) — китайский художественный фильм в жанре приключенческого фэнтези, поставленный режиссёром Дэниелом Ли по мотивам серии романов Daomu Biji, написанных Сюй Лэем под псевдонимом Наньпай Саньшу. Главные роли исполнили Лу Хань и Цзин Божань. Композитором выступил Генри Лай. Премьера фильма состоялась 5 августа 2016 года в Китае.
Фильм рассказывает о молодом антикваре, который вместе с таинственным воином отправляется на поиски древней гробницы, скрывающей тайну бессмертия. Несмотря на смешанные отзывы критиков, фильм стал кассовым хитом в Китае.

## Сюжет
В Гималаях таинственный охотник за древностями по имени Хендрикс со своими наёмниками разыскивает ключ к китайской тайне бессмертия, терроризируя местное население. Ему противостоит загадочный воин по имени Чжан Цилинь, появляющийся в самый критический момент.
Много лет спустя писатель приезжает к молодому торговцу древностями У Се на склад антиквариата, чтобы взять у него интервью. Тот начинает рассказывать собственную историю, уходящую корнями в древнее братство расхитителей гробниц, известное как «Девять Семей». Это закрытое объединение делится на три основные группы: аристократы и коллекционеры, торговцы антиквариатом и мастера-практики — профессиональные гробокопатели, способные проникнуть в любую, даже тщательно охраняемую, древнюю усыпальницу.
Ещё в детстве У Се столкнулся с загадочной фигурой в бронзовой маске, и с тех пор его не покидает интерес к тайнам прошлого. С ранних лет он увлекается историей и мечтает об археологических приключениях. Однако его строгий дядя, воспитывавший юношу после смерти родителей, запрещает ему участвовать в экспедициях и поручает управление семейной лавкой.
Повзрослев, У Се вместе с дядей У Саньсином исследует гробницу времён Сражающихся царств. Они обнаруживают странные надписи, а также особенную бронзовую монету - артефакт, способный указать путь к древней гробнице, построенной мастером Железной Маской. Изучив сопутствующие записи, У Се обнаруживает упоминание о затерянном в пустыне Гоби городе Тамуто, где когда-то правила Змеиная Царица — мифическая правительница, якобы обретшая бессмертие. Согласно преданию, она была предана своими приближёнными и поклялась вернуться спустя три тысячи лет, чтобы отомстить человечеству и поработить мир. У Се осознаёт, что момент её возвращения близок, и решает отправиться на поиски гробницы, несмотря на запрет дяди.
К юному антиквару присоединяется загадочный и немногословный воин Чжан Цилинь. Вместе они отправляются в опасное путешествие через древние подземелья, полные ловушек, неупокоенных стражей и мистических загадок. По их следам идут наёмники и конкуренты, в том числе военизированная экспедиция во главе с А Нин и таинственный европеец Хендрикс.
История охватывает как реальные исторические пласты, так и мистические элементы, постепенно раскрывая связь между участниками экспедиции, древними цивилизациями и борьбой за контроль над тайнами бессмертия. Погружаясь всё глубже в тайны прошлого, У Се сталкивается не только с древними проклятиями, но и с собственным предназначением в рамках наследия «Девяти Семей».

## В ролях
- Лу Хань — У Се, главный герой, молодой антиквар, выпускник архитектурной школы.
- Цзин Божань — Чжан Цилинь, молчаливый таинственный воин.
- Чжан Боюй — Ван Панцзы (Ван Толстяк), друг У Се и Чжан Цилиня, известный своей склонностью к юмору и любовью к ценным артефактам.
- Ма Сычунь — А Нин, наёмница.
- Ван Цзиньчунь — У Саншэн, дядя У Се, известный археолог.
- Малика Шерават — Змеиная Царица, загадочная правительница из древности.
- Ванни Корбеллини — Хендрикс, торговец древностями и авантюрист.
- Роберт Жилабер Куенка — наёмник из отряда А Нин.

## Восприятие

### Кассовые сборы
Фильм показал высокие результаты в китайском прокате. За первые четыре часа показа в материковом Китае он собрал 38,6 миллиона юаней, а к концу первого дня — 200 миллионов. За первые три дня проката кассовые сборы достигли 475 миллионов юаней. В День святого Валентина 2016 года фильм заработал 137 миллионов юаней, установив рекорд по сборам для одного фильма в этот праздник. По состоянию на 9 августа общая сумма составила 676 миллионов юаней, а итоговые сборы превысили 1,004 миллиарда юаней. Фильм занял девятое место в чарте кассовых сборов материкового Китая за 2016 год и пятое место среди фильмов на китайском языке.

### Критика
Фильм получил смешанные отзывы критиков. Большинство положительных рецензий отмечали визуальные эффекты и актёрскую игру Цзин Божаня. В то же время сюжет подвергался критике за путаность, а хронология — за несогласованность. На китайских платформах Douban и Maoyan оценки фильма варьируются от 4 до 6 баллов из 10.
Международные критики были сдержанны: на сайте Rotten Tomatoes рейтинг фильма составляет 41 % среди критиков и 50 % среди зрителей.

### Награды
На церемонии Tencent Video TV & Movie Awards 2016 года актёр Цзин Боро получил Приз жюри как «Популярный актёр года в кино».